# Shahan ful
Le shahan ful, simplifié en ful, est un plat culinaire courant au Soudan, au Soudan du Sud, au Tchad en Somalie, en Éthiopie et dans d'autres régions de la Corne de l'Afrique, qui est généralement servi au petit-déjeuner. On pense que ce plat est originaire du Soudan. Il est préparé en faisant cuire lentement des fèves dans de l'eau. Une fois les fèves ramollies, elles sont écrasées en une pâte grossière. Il est souvent servi avec des oignons verts hachés, des tomates, ainsi que du yaourt, du fromage feta, de l'huile d'olive, du tesmi, du berbère, du jus de citron, du cumin et du piment vert.  Il est généralement consommé sans l'aide d'ustensiles, seulement accompagné d'un petit pain. Sa consommation est répandue notamment pendant la saison du Ramadan et durant les différents carêmes. Ce plat est similaire au ful medames, un mets populaire d'Égypte.